# Raphaël Neal
Pour les articles homonymes, voir Neal.
Raphaël Neal, né le 12 juillet 1980 à Orsay (Essonne), est un photographe français. Il a aussi été acteur dans plusieurs films et a réalisé un long métrage, Fever (2014), à propos d'un crime gratuit commis par deux lycéens de milieu aisé.
Pour la saison 2017-2018, Raphaël Neal est le photographe attitré de l'opéra de Rouen.

## Filmographie

### Acteur
- 2001 : La Répétition de Catherine Corsini
- 2001 : Trouble Every Day de Claire Denis : Ludo
- 2004 : Ordo de Laurence Ferreira Barbosa : Denis
- 2005 : L'Ivresse du pouvoir de Claude Chabrol
- 2006 : Marie-Antoinette de Sofia Coppola
- 2006 : La Fille coupée en deux de Claude Chabrol
- 2014 : Saint-Laurent de Bertrand Bonello : Thadée Klossowski
- 2015 : C'est l'amour de Paul Vecchiali : le premier nudiste
- 2016 : Le Cancre de Paul Vecchiali : Alex
- 2019 : Doubles vies d'Olivier Assayas : lecteur

### Réalisateur
- 2014 : Fever[3],[4]